# Diapetimorpha caieteurensis
Diapetimorpha caieteurensis là một loài tò vò trong họ Ichneumonidae.